# Marktordnungsrecht
Das Marktordnungsrecht befasst sich mit der Gemeinsamen Agrarpolitik der EG. Die Mitgliedstaaten haben die Zuständigkeit für diesen Bereich durch Artikel 32 ff. EG-Vertrag der EG übertragen.

## Gemeinsame Agrarpolitik
Zur Schaffung eines stabilen Agrarmarktes verständigten sich die Mitgliedstaaten 1958 auf der Konferenz von Stresa (Italien) darauf, jeweils einzelne produktbezogene Marktorganisationen zu schaffen. Beginnend mit den 60er Jahren entstanden bis heute 22 Marktorganisationen, die jeweils den Markt für einzelne landwirtschaftliche Erzeugnisse regeln. Der Warenkreis der landwirtschaftlichen Erzeugnisse ergibt sich aus Artikel 32 Absätze 1 und 3 des EG-Vertrags. Nach Anhang I des EG-Vertrags zählen hierzu die in der Landwirtschaft direkt produzierten Erzeugnisse (zum Beispiel Getreide) sowie die hiermit im Zusammenhang stehende erste Verarbeitungsstufe (zum Beispiel Mehl).
Die besondere Bedeutung der Agrarpolitik findet auch im Haushalt der EG ihren Niederschlag. So betrugen die Ausgaben für die Agrarpolitik im Jahr 2003 insgesamt 44,9 % des Gesamthaushalts der EG.
Ziele der gemeinsamen Agrarpolitik
- Förderung der Produktivität in der Landwirtschaft
- Angemessene Lebenshaltung für die in der Landwirtschaft tätigen Personen
- Stabilisierung der Märkte
- Sicherstellung der Versorgung und Belieferung der Verbraucher zu angemessenen Preisen

## Struktur der Marktorganisationen
Die 22 Marktorganisationen weisen gleiche Grundstrukturen auf, unterscheiden sich jedoch erzeugnisbezogen im Detail. So gibt es zum Beispiel spezielle Überwachungsregelungen für Rindfleisch oder besondere Qualitätsnormen für Obst und Gemüse.
Kern einer typischen Marktorganisation ist ein festgelegter EG-Binnenmarktpreis, der grundsätzlich höher ist als der Weltmarktpreis. Diesen Preis schützt die Marktorganisation durch die Erhebung spezieller Agrarzölle bei der Einfuhr aus Ländern außerhalb der Europäischen Gemeinschaft. Diese Zölle erreichen in der Regel die Differenz zwischen dem hohen Binnenmarktpreisniveau und dem Weltmarktpreisniveau.
Bei der Ausfuhr wird die Konkurrenzfähigkeit der teureren EG-Produkte durch die Zahlung des Unterschiedsbetrags zwischen dem höheren EG-Preis und dem niedrigeren Weltmarktpreis erreicht. Diese Subventionierung der Ausfuhr – die Ausfuhrerstattung – wird in einem speziellen Verfahren durch die Zollbehörden kontrolliert.
Die Überwachung der gesamten Ein- und Ausfuhr erfolgt im sensiblen Agrarbereich durch besondere EG-Dokumente, die Lizenzen.
Im Binnenmarkt wird der festgelegte Preis zudem durch spezielle erzeugnisbezogene Binnenmarktregelungen gestützt. Besondere Bedeutung haben hier die Regelungen zur Regulierung des Milchmarktes erreicht.
Aufbauend auf diesen 22 Marktorganisationen erließ die EG ergänzende Regelungen für den Handel mit Produkten, die in mehreren Verarbeitungsstufen aus landwirtschaftlichen Erzeugnissen hergestellt worden sind (zum Beispiel Back- und Süßwaren). Für diese Weiterverarbeitungserzeugnisse, die auch als Nicht-Anhang I-Waren bezeichnet werden, gelten ebenfalls spezielle Regelungen für die Erhebung der Einfuhrzölle und die Zahlung der Ausfuhrerstattungen. Durch diese Regelungen wird das EG-Preisniveau der eingesetzten landwirtschaftlichen Erzeugnisse gestützt.